# 東さと
東 さと（ひがし さと、旧芸名：東里、東サト、1981年12月5日 - ）は日本の女優、モデル、タレント、歌手である。和歌山県出身。法政大学卒。クリエートジャパンエージェンシー所属。元ねずみっ子クラブメンバー。2005年ミス熱海梅の女王。第四級アマチュア無線技士のアマチュア無線家。

## 略歴
- 1992年、とんねるずの生でダラダラいかせて!!」内の企画「セクシー小学生コンテスト」出場者で結成されたねずみっ子クラブで、仲根かすみや山崎亜美と共にとして活躍し、番組の「古今東西ゲーム」に出演する。
- 1993年1月21日、ねずみっ子クラブのCDを発売。その後1枚CDを発売した後、約1年でグループの活動が終了した[1]。
- 1999年8月27日に女性アイドルグループ「あっぷ^2(あっぷあっぷ)」のメンバーとして活動する。
- 2005年ミス熱海梅の女王。（タレント活動並行）
- 2009年サンミュージックからクリエートジャパンエージェンシーに移籍。
- 2017年12月27日、公式ブログで5歳年上の一般男性と結婚したこと、富士山本宮浅間大社とハワイで結婚式を挙げたことを報告[2]。
- 2020年3月29日、公式ブログで2月に第1子の女児(2590g)を出産したことを報告[1][3]。

## スリーサイズ
- T164cm.B83cm.W55cm.H82cm.体重42kg (1993年)
- T164cm.B83cm.W55cm.H82cm.体重42kg (1996年)
- T164cm.B83cm.W55cm.H80cm.体重44kg (2003年)
- T164cm.B83cm.W57cm.H84cm.体重43kg (2005年)

## 主な出演履歴

### 映画
- 2009年　「プライド」
- 2015年　「海難1890」

### テレビドラマ
- 1994年　「忍者戦隊カクレンジャー」（テレビ朝日）
- 2000年　「バーチャルガール」（日本テレビ）
- 2000年　「顔泥棒」（テレビ朝日）
- 2002年　スーパーテレビ　特別企画「よど号ハイジャック事件」（日本テレビ）

### その他テレビ
- 1993年　「とんねるずの生でダラダラいかせて!!」（日本テレビ）
- 2009年　「99プラス」（日本テレビ）
- 2012年　「ザ・今夜はヒストリー」（TBS）細川ガラシャ 役

### オリジナルビデオ
- 1999年　「あっぷ特別版」（グラビア系、声優系など様々なタイプの女の子10人から、ファン投票で5人を選抜。選ばれた5人は、2000年にCDデビューできる、オーディション企画ビデオ！）
- 2008年　「白竜 支配者VS独裁者」

### 舞台
- 2004年　「森は生きている」
- 2006年　「舞台のゲーム」
- 2008年　「背中のナイフ」
- 2012年　「裏YAGYU〜奇説・柳生一族の陰謀〜」お菊 役

### CD
- 「ねずみ算がわかりません」C/W「ランドセル」1993年1月21日発売（オリコン43位）
- 「先生!鈴木くんがエッチなんです!」C/W「パパと結婚したかった」1993年4月28日発売（オリコン99位）

### CM
- 悠香・茶のしずく（2009年10月 - ）
- マイクロソフト・Xbox 360（2009年10月 - ）
- LEC・水99.9%ふんわりおしりふき（2013年10月 - ）
- LEC・水の激落ちくん（2014年12月 - ）
- LEC・ぴたQ吸着タイルマット（2014年12月 - ）
- ケイオプティコム・mineo（2016年1月 - ）

### WEB CM・広告
- NIKON デジタルカメラ・（2011年- ）
- P&G・ボールド（（2011年- ）
- インテル・（2012年- ）
- P&G・アリエール（（2013年- ）